# Bürgerweisen
Bürgerweisen ist ein Walzer von Johann Strauss Sohn (op. 306). Das Werk wurde am 24. Januar 1866 im Redouten-Saal der Wiener Hofburg erstmals aufgeführt.

## Einzelnachweis
1. ↑  Quelle: Englische Version des Booklets (Seite 50) in der 52 CDs umfassenden Gesamtausgabe der Orchesterwerke von Johann Strauß (Sohn), Hrsg. Naxos (Label). Das Werk ist als elfter Titel auf der 16. CD zu hören.